# Hamline-universiteit
De Hamline-universiteit (Engels: Hamline University) is een universiteit in Saint Paul in Minnesota, VS. De universiteit werd opgericht in 1854 door Leonidas Lent Hamline.

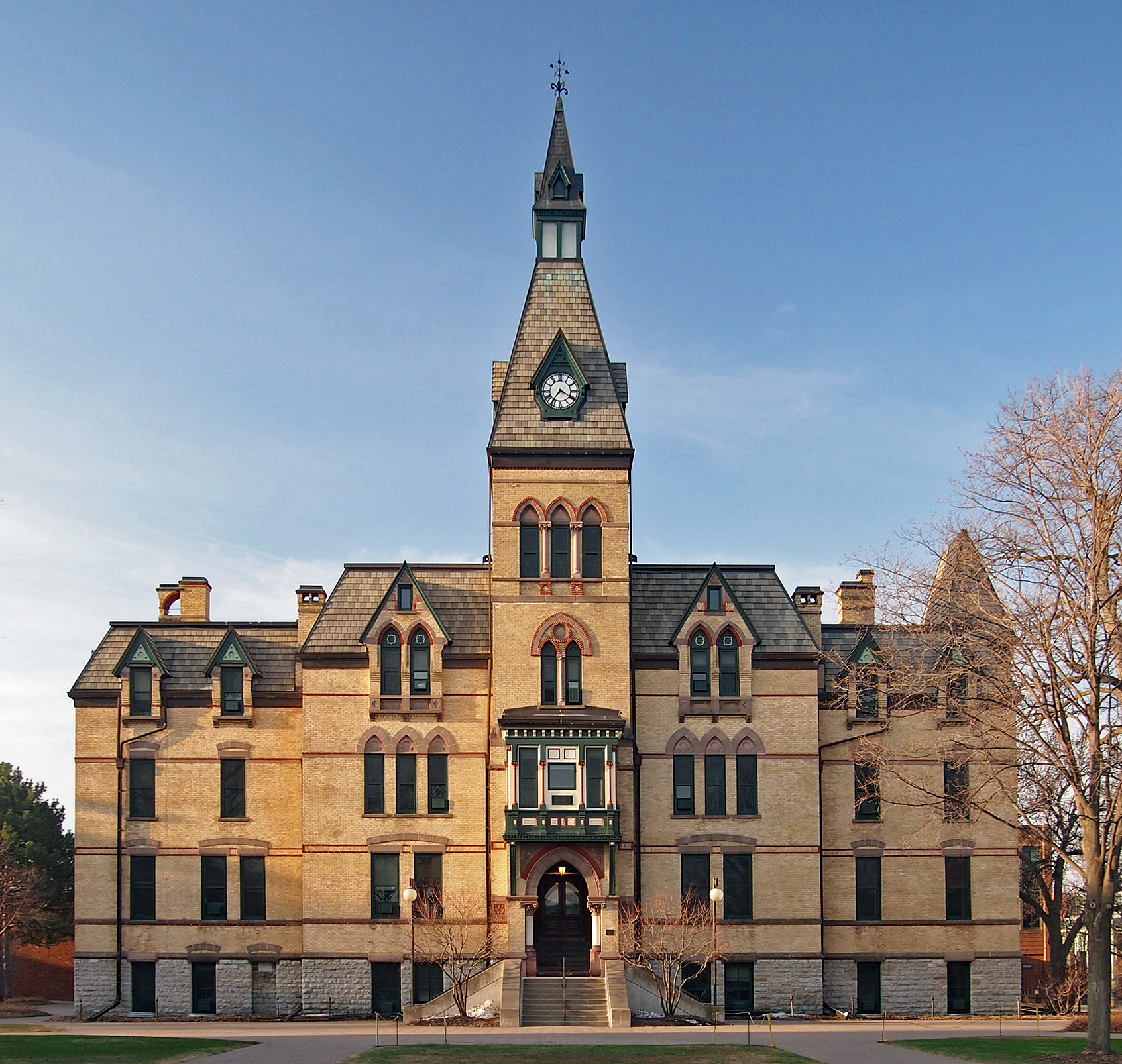
Old Main
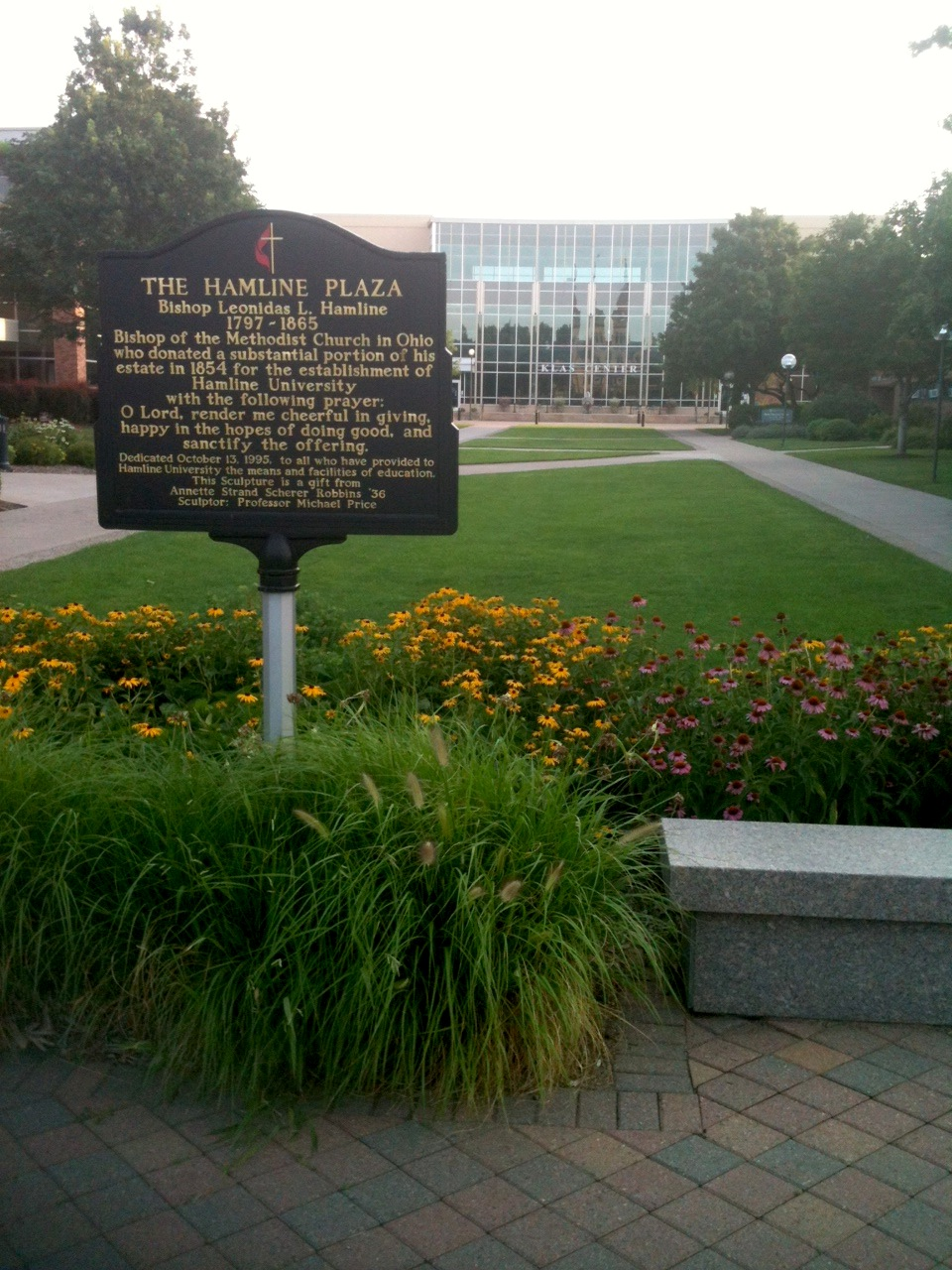
Hamline Plaza
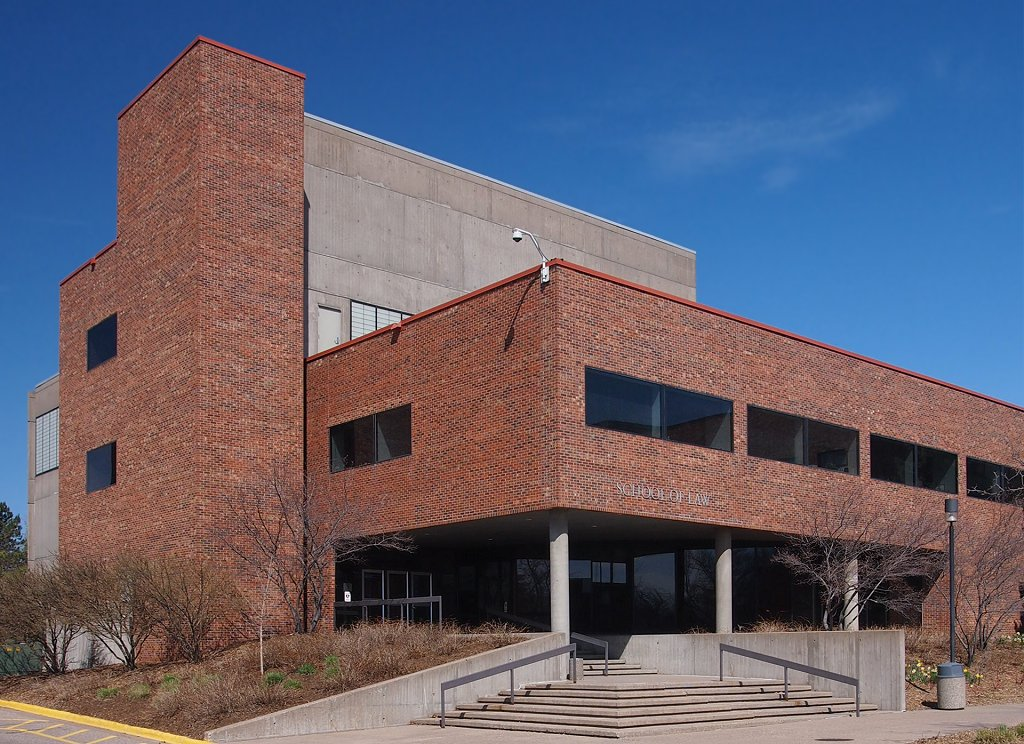
Rechtenfaculteit
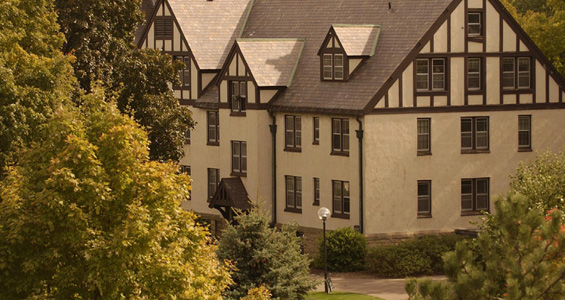
Manor Hall